# Pieter van der Ley
Pieter van der Ley war eine niederländische Papier-Manufaktur im 17. bis zum 19. Jahrhundert.
Nachdem der französische König Ludwig XIV. der Republik der Vereinigten Niederlande den Krieg erklärt und 1672 die Provinz Geldern erobert hatte, flüchteten die bis dahin dort ansässigen Papierfabrikanten nach Nordholland, vor allem aber in die niederländische Ortschaft Zaandijk. Dort gründete Pieter van der Ley 1665 „die erste wichtige Papiermühle in Holland.“
Nachdem in Zaandijk anfangs lediglich Papiere in verschiedenen Grau- und Blautönen produziert worden waren, begann der vor den Franzosen geflüchtete Pieter van der Ley 1672 auf der Papiermühle de Wever als erster Produzent vor Ort mit der Herstellung weißer Papiere.
Das gleichnamige Unternehmen wurde später vor allem bekannt durch seine von 1748 bis 1845 oder bis zu seiner Übernahme im Jahr 1852 durch Van Gelder produzierten Papiersorten.
Um die Wende zum 18. Jahrhundert waren die Enkel des Firmengründers, Klaas und Aris van der Ley, Inhaber des Unternehmens.
Das von der Firma nach 1814 großformatig hergestellte „olifants“-Papier wies als Wasserzeichen das aus verschlungenen Buchstaben gebildete Monogramm des Firmengründers P v L auf, das aber auch als P L gelesen werden kann.
Das in Zaandijk oder Wormerveer bei Zaanstad angesiedelte Unternehmen produzierte auch weißes Büttenpapier, das verschiedene Künstler für ihre großformatigen Bildnis-Werke nutzten. Einige dieser durch das Wasserzeichen identifizierten Blätter fanden ihren Weg beispielsweise in die Sammlung des Berlin Museums.